# L'uomo dal domino nero
L'uomo dal domino nero è un film muto italiano del 1919 diretto da Carlo Campogalliani.
Il film è diviso in due episodi:
- L'eredità di nove milioni (1412 m. - circa 52 min)
- Il mulino della Glù (1696 m. - circa 62 min)